# Ikeda
Ikeda (池田市 -shi) é uma cidade japonesa localizada na província de Osaka.
Em 2003 a cidade tinha uma população estimada em 100 986 habitantes e uma densidade populacional de 4 567,44 h/km². Tem uma área total de 22,11 km².
Recebeu o estatuto de cidade a 29 de Abril de 1939.